# Balogh Péter (erdész)
Papi Balogh Péter (Miskolc, 1825. június 3. – Dunaharaszti, 1904. szeptember 3.) okleveles gazda és erdész.

## Élete
Papi Balogh Ferenc megyei tisztviselő és földbirtokos fia. Középiskoláit az eperjesi evangélikus főiskolában végezte. 1840-43-ban a bécsi műegyetemen folytatta tanulmányait; 1843-45-ben a pozsonyi evangélikus főiskolában a jogot tanulta; 1846-48-ban a würtembergi hohenheimi gazdasági akadémia hallgatója volt. Közben gazdasági ismeretek szerzése végett beutazta a német birodalmat, Svájcot, részben Francia- és Olaszországot. 1848 szeptemberében tért vissza hazájába és mint honvéd részt vett a szabadságharcban. A világosi fegyverletétel után visszavonultan élt Munkácson, ahol apja a Schönborn grófi uradalomban uradalmi kormányzó volt. 1850 októberében a kassai kerületi földadó becslési munkálatokhoz hivatott meg és e téren 17 évig működött. 1867 elején a debreceni felsőbb tanintézet igazgatójának nevezték ki. 1870 júniusában betegeskedése miatt Budapestre költözött és 1872. július 1-től a mezőhegyesi ménestelepet jelölték ki működése teréül, ahol 1884. november haváig tartózkodott. Ezután a Budapest melletti Újharasztiba vonult vissza, ahol a mezei gazdaságnak élt. Több hazai és külföldi tudományos és szakegyletnek alapító és rendes tagja volt. Elhunyt 1904. szeptember 3-án, örök nyugalomra helyzeték 1904. szeptember 5-én délután a református egyház szertartásai szerint a dunaharaszti sírkertben.
Gazdasági cikkei megjelentek a Gazdasági Lapokban (1867-68.), Falusi Gazdában (1867-68.), Kertész Gazdában (1867-68., 1871.), Erdészeti Lapokban (1869.) sat.

## Munkái
- Beszéd, melylyel a debreczeni fensőbb gazdasági intézetet 1868. okt. 22. megnyitotta. Debreczen. 1868.
- Die nordamerikánische Zucherfabrikation aus Sorgho und Imphy. Debreczin u. Nyiregyháza, 1868. (Löffler Károly tdr.-al együtt.)
- Unser kleines Landgut und seine Einkünfte. Berlin, 1869. (A 84. angol kiadás után Löfflerrel együtt.)
- Katalog der zur breslauer landwirthschaftl. Producten-Ausstellung eingesandten Gegenstände. Breslau, 1869.
- A komló okszerű termelésének kézikönyve. Pest, 1871. (Földm. m. k. miniszterium által államdíjjal koszoruzott pályamunka.)
- A lótenyésztés okszerű kezelésének kézikönyve. Uo. 1872. (Földm. miniszt. által külön díjazással kitüntetett pályamunka.)
- Mezőgazdasági vegytan. Tervezet. Uo. 1872. (Term. Társ. által külön díjazott pályamunka.)
- Titkári jelentés a csanádmegyei gazdasági egyesület 1875-76. működéséről. Makó, 1876.
- Titkári jelentés a csanádmegyei gazd. egyes. 1876-77. működéséről. Arad. 1877.
- Mezőhegyes az 1876 évnek kezdetén. Véleményes jelentés. Uo. 1877.
- Titkári jelentés a csanádmegyei gazd. egyesületnek első tiz évi munkásságának eredményéről. Uo. 1878.
- Néhány őszinte szó Csanádmegye gazdaközönségéhez. Uo. 1879.
- Beszéd, melylyel Csanádmegye ujonnan kinevezett főispánját kriviniai Lonovics Ferenczet ünnepélyes bevonulása alkalmával Mezőhegyes határánál fogadta. Uo. 1879.
- Nyilt levél Justh Gyulához. Makó, 1883.

Kéziratban: Tervezet egy mezőgazdasági naptár egybeállításához 1872. (A földm. miniszterium részéről államdíjjal jutalmazott pályamunka, a nevezett miniszterium tulajdona.) A mezőgazdasági hitelszövetkezetekről.
Könyvtárának, mely mezőgazdasági és természettudományi munkákból áll, nagy terjedelmű czím- és tárgyjegyzéke (sajtó alá készítve); végre önéletrajza.